# Jean-Baptiste Duverneuil
Jean-Baptiste Duverneuil est un prêtre de l'ordre des Carmes déchaux à la maison d'Angoulême. Lors de la Révolution, il est arrêté et condamné à être déporté en Guyane. Incarcéré sur un navire aux Pontons de Rochefort il meurt le 1er juillet 1794. Il est béatifié par Jean-Paul II comme martyrs de la foi, le 1er octobre 1995 avec 63 autres prêtres et religieux.

## Biographie

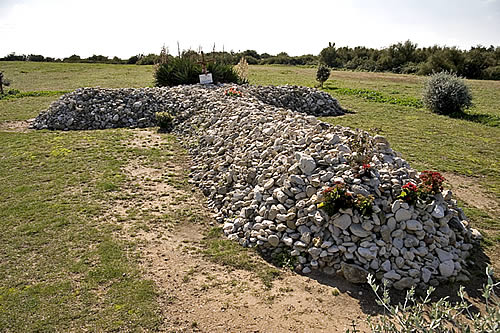
Croix de galets sur l'île Madame.

Jean-Baptiste Duverneuil est prêtre et Carme à la maison d'Angoulême (connu sous le nom de père Léonard). Il grandit à Limoges et rejoint les carmes d'Angoulême vers 1760.
Lors de la révolution, il est arrêté et condamné à être déporté en Guyane. Il est incarcéré sur le navire négrier les Deux-Associés. Ne pouvant partir pour la Guyane à cause du blocus anglais, le navire reste à quai aux pontons de Rochefort sur l'île Madame. Il est décrit par les survivants comme très assidu à la prière, et poussant ses camarades à « avoir le courage de défendre la foi face aux impies ». Détenu dans des conditions inhumaines, il meurt le 1er juillet 1794,. Il est enterré sur l'île d'Aix. Près de 550 prêtres et religieux (soit les 2/3 des personnes incarcérées) vont périr sur ces navires.
Il a été béatifié comme martyr de la foi, le 1er octobre 1995, par le pape Jean-Paul II, avec 63 autres prêtres et religieux martyrs eux aussi sous la révolution française en 1794-1795.
Depuis 1910, chaque deuxième quinzaine d'août, a lieu un pèlerinage en souvenir des prêtres déportés.

## Fête liturgique
La fête liturgique dans l’Église catholique est fixée le 1er juillet, jour de son décès, mais dans l'ordre du Carmel, il est fêté le 18 août, en même temps que Jacques Gagnot et Michel-Louis Brulard, eux aussi carmes déchaux, morts en martyrs sur les pontons de Rochefort. Dans l'ordre du Carmel, sa fête est célébrée avec rang de mémoire facultative.